# Giovanni Alberti (calciatore)
Juan Agostino Alberti, noto anche come Giovanni (Montevideo, 13 ottobre 1916 – ...), è stato un calciatore e allenatore di calcio uruguaiano, di ruolo attaccante.

## Carriera
Ala destra, giunge in Italia nel 1936, proveniente dalla formazione uruguaiana del Bella Vista, per militare nel Palermo. In Sicilia Alberti disputa due campionati di Serie B, di cui il primo da titolare.

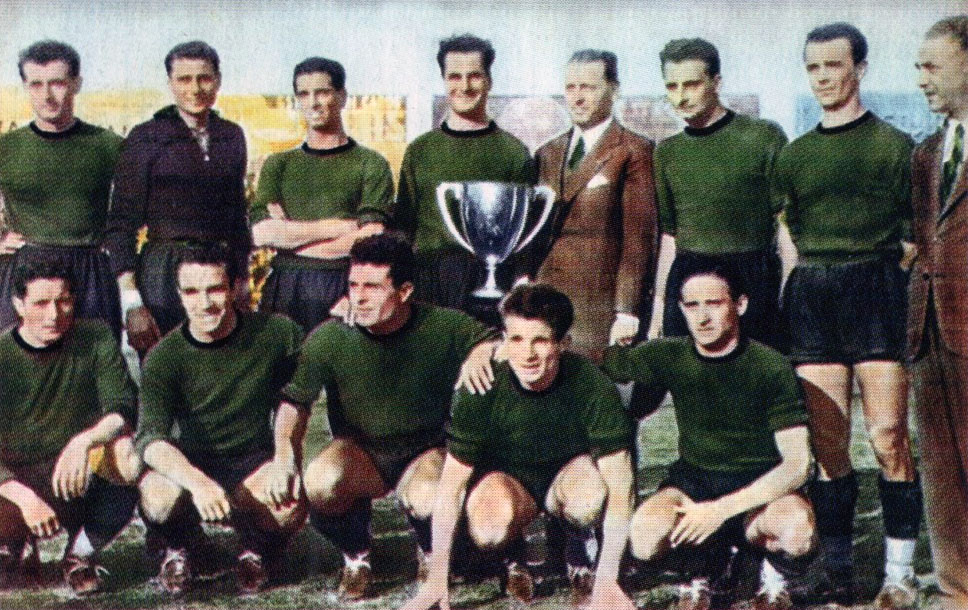
Alberti (accosciato, primo da sinistra) nel Venezia della stagione 1940-1941, vittorioso in Coppa Italia.

Dopo 12 reti in 30 presenze con la maglia dei siciliani, nel 1938 passa al Venezia, sempre in Serie B. Con la maglia neroverde è protagonista delle migliori stagioni della formazione lagunare, che centra nella stagione 1938-1939 la prima promozione in massima serie, e, grazie a giocatori quali Valentino Mazzola ed Ezio Loik, ottiene il successo in Coppa Italia 1940-1941 (unico trofeo vinto nella storia dai veneziani) e il terzo posto finale nella stagione 1941-1942, a 4 punti dalla Roma campione d'Italia. Alberti è per 5 stagioni titolare nel ruolo di ala destra e contribuisce ai successi con 43 reti in campionato, e una rete nella prima finale di Coppa Italia contro la Roma.
Dopo l'interruzione bellica riprende l'attività col Venezia, disputando l'anomalo campionato 1945-1946, mentre nella stagione successiva scende in campo in una sola occasione.
In carriera ha collezionato complessivamente 101 presenze e 35 reti in Serie A a girone unico e 63 presenze e 20 reti in Serie B.

## Palmarès
- Coppa Italia: 1

Venezia: 1940-1941